# Xynias lilacina
Espèce
Xynias lilacina est une espèce de papillons de la famille des Riodinidae et du genre Xynias .

## Taxonomie
Xynias lilacina a été décrit par Percy Ireland Lathy en 1932.

## Description
Xynias lilacina est un papillon blanc à veines largement soulignées de marron foncé à noir avec une fine bordure du bord costal et une ligne bleue soulignant le bord interne des ailes antérieures. Le revers est semblable.

## Écologie et distribution
Xynias lilacina est présent au Pérou.

### Biotope
Il réside dans la forêt amazonienne.

### Protection
Pas de statut de protection particulier.